# Screen Actors Guild Award voor een uitstekende prestatie door een mannelijke acteur in een bijrol
De Screen Actors Guild Award voor een uitstekende prestatie door een mannelijke acteur in een bijrol (Engels: Outstanding Performance by a Male Actor in a Supporting Role) wordt sinds 1994 uitgereikt. Martin Landau mocht de prijs als eerste in ontvangst nemen.

## Winnaars en genomineerden
De winnaars staan bovenaan in vette letters op een gele achtergrond. De overige acteurs en films die werden genomineerd staan eronder vermeld in alfabetische volgorde.

### 1994-1999
| Jaar                  | Acteur                | Film |
| --------------------- | --------------------- | ---- |
| 1994 (1e)             |                       |      |
| Martin Landau         | Ed Wood               |      |
| Samuel L. Jackson     | Pulp Fiction          |      |
| Chazz Palminteri      | Bullets Over Broadway |      |
| Gary Sinise           | Forrest Gump          |      |
| John Turturro         | Quiz Show             |      |
| 1995 (2e)             |                       |      |
| Ed Harris             | Apollo 13             |      |
| Kevin Bacon           | Murder in the First   |      |
| Kenneth Branagh       | Othello               |      |
| Don Cheadle           | Devil in a Blue Dress |      |
| Kevin Spacey          | The Usual Suspects    |      |
| 1996 (3e)             |                       |      |
| Cuba Gooding jr.      | Jerry Maguire         |      |
| Hank Azaria           | The Birdcage          |      |
| Nathan Lane           | The Birdcage          |      |
| William H. Macy       | Fargo                 |      |
| Noah Taylor           | Shine                 |      |
| 1997 (4e)             |                       |      |
| Robin Williams        | Good Will Hunting     |      |
| Billy Connolly        | Mrs. Brown            |      |
| Anthony Hopkins       | Amistad               |      |
| Greg Kinnear          | As Good as It Gets    |      |
| Burt Reynolds         | Boogie Nights         |      |
| 1998 (5e)             |                       |      |
| Robert Duvall         | A Civil Action        |      |
| James Coburn          | Affliction            |      |
| David Kelly           | Waking Ned Devine     |      |
| Geoffrey Rush         | Shakespeare in Love   |      |
| Billy Bob Thornton    | A Simple Plan         |      |
| 1999 (6e)             |                       |      |
| Michael Caine         | The Cider House Rules |      |
| Chris Cooper          | American Beauty       |      |
| Tom Cruise            | Magnolia              |      |
| Michael Clarke Duncan | The Green Mile        |      |
| Haley Joel Osment     | The Sixth Sense       |      |

### 2000-2009
| Jaar                   | Acteur                                                     | Film |
| ---------------------- | ---------------------------------------------------------- | ---- |
| 2000 (7e)              |                                                            |      |
| Albert Finney          | Erin Brockovich                                            |      |
| Jeff Bridges           | The Contender                                              |      |
| Willem Dafoe           | Shadow of the Vampire                                      |      |
| Gary Oldman            | The Contender                                              |      |
| Joaquin Phoenix        | Gladiator                                                  |      |
| 2001 (8e)              |                                                            |      |
| Ian McKellen           | The Lord of the Rings: The Fellowship of the Ring          |      |
| Jim Broadbent          | Iris                                                       |      |
| Hayden Christensen     | Life as a House                                            |      |
| Ethan Hawke            | Training Day                                               |      |
| Ben Kingsley           | Sexy Beast                                                 |      |
| 2002 (9e)              |                                                            |      |
| Christopher Walken     | Catch Me If You Can                                        |      |
| Chris Cooper           | Adaptation.                                                |      |
| Ed Harris              | The Hours                                                  |      |
| Alfred Molina          | Frida                                                      |      |
| Dennis Quaid           | Far from Heaven                                            |      |
| 2003 (10e)             |                                                            |      |
| Tim Robbins            | Mystic River                                               |      |
| Alec Baldwin           | The Cooler                                                 |      |
| Chris Cooper           | Seabiscuit                                                 |      |
| Benicio del Toro       | 21 Grams                                                   |      |
| Ken Watanabe           | The Last Samurai                                           |      |
| 2004 (11e)             |                                                            |      |
| Morgan Freeman         | Million Dollar Baby                                        |      |
| Thomas Haden Church    | Sideways                                                   |      |
| Jamie Foxx             | Collateral                                                 |      |
| James Garner           | The Notebook                                               |      |
| Freddie Highmore       | Finding Neverland                                          |      |
| 2005 (12e)             |                                                            |      |
| Paul Giamatti          | Cinderella Man                                             |      |
| Don Cheadle            | Crash                                                      |      |
| George Clooney         | Syriana                                                    |      |
| Matt Dillon            | Crash                                                      |      |
| Jake Gyllenhaal        | Brokeback Mountain                                         |      |
| 2006 (13e)             |                                                            |      |
| Eddie Murphy           | Dreamgirls                                                 |      |
| Alan Arkin             | Little Miss Sunshine                                       |      |
| Leonardo DiCaprio      | The Departed                                               |      |
| Jackie Earle Haley     | Little Children                                            |      |
| Djimon Hounsou         | Blood Diamond                                              |      |
| 2007 (14e)             |                                                            |      |
| Javier Bardem          | No Country for Old Men                                     |      |
| Casey Affleck          | The Assassination of Jesse James by the Coward Robert Ford |      |
| Hal Holbrook           | Into the Wild                                              |      |
| Tommy Lee Jones        | No Country for Old Men                                     |      |
| Tom Wilkinson          | Michael Clayton                                            |      |
| 2008 (15e)             |                                                            |      |
| Heath Ledger           | The Dark Knight                                            |      |
| Josh Brolin            | Milk                                                       |      |
| Robert Downey jr.      | Tropic Thunder                                             |      |
| Philip Seymour Hoffman | Doubt                                                      |      |
| Dev Patel              | Slumdog Millionaire                                        |      |
| 2009 (16e)             |                                                            |      |
| Christoph Waltz        | Inglourious Basterds                                       |      |
| Matt Damon             | Invictus                                                   |      |
| Woody Harrelson        | The Messenger                                              |      |
| Christopher Plummer    | The Last Station                                           |      |
| Stanley Tucci          | The Lovely Bones                                           |      |

### 2010-2019
| Jaar                   | Acteur                                    | Film |
| ---------------------- | ----------------------------------------- | ---- |
| 2010 (17e)             |                                           |      |
| Christian Bale         | The Fighter                               |      |
| John Hawkes            | Winter's Bone                             |      |
| Jeremy Renner          | The Town                                  |      |
| Mark Ruffalo           | The Kids Are All Right                    |      |
| Geoffrey Rush          | The King's Speech                         |      |
| 2011 (18e)             |                                           |      |
| Christopher Plummer    | Beginners                                 |      |
| Kenneth Branagh        | My Week with Marilyn                      |      |
| Armie Hammer           | J. Edgar                                  |      |
| Jonah Hill             | Moneyball                                 |      |
| Nick Nolte             | Warrior                                   |      |
| 2012 (19e)             |                                           |      |
| Tommy Lee Jones        | Lincoln                                   |      |
| Alan Arkin             | Argo                                      |      |
| Javier Bardem          | Skyfall                                   |      |
| Robert De Niro         | Silver Linings Playbook                   |      |
| Philip Seymour Hoffman | The Master                                |      |
| 2013 (20e)             |                                           |      |
| Jared Leto             | Dallas Buyers Club                        |      |
| Barkhad Abdi           | Captain Phillips                          |      |
| Daniel Brühl           | Rush                                      |      |
| Michael Fassbender     | 12 Years a Slave                          |      |
| James Gandolfini       | Enough Said                               |      |
| 2014 (21e)             |                                           |      |
| J.K. Simmons           | Whiplash                                  |      |
| Robert Duvall          | The Judge                                 |      |
| Ethan Hawke            | Boyhood                                   |      |
| Edward Norton          | Birdman                                   |      |
| Mark Ruffalo           | Foxcatcher                                |      |
| 2015 (22e)             |                                           |      |
| Idris Elba             | Beasts of No Nation                       |      |
| Christian Bale         | The Big Short                             |      |
| Mark Rylance           | Bridge of Spies                           |      |
| Michael Shannon        | 99 Homes                                  |      |
| Jacob Tremblay         | Room                                      |      |
| 2016 (23e)             |                                           |      |
| Mahershala Ali         | Moonlight                                 |      |
| Jeff Bridges           | Hell or High Water                        |      |
| Hugh Grant             | Florence Foster Jenkins                   |      |
| Lucas Hedges           | Manchester by the Sea                     |      |
| Dev Patel              | Lion                                      |      |
| 2017 (24e)             |                                           |      |
| Sam Rockwell           | Three Billboards Outside Ebbing, Missouri |      |
| Steve Carell           | Battle of the Sexes                       |      |
| Willem Dafoe           | The Florida Project                       |      |
| Woody Harrelson        | Three Billboards Outside Ebbing, Missouri |      |
| Richard Jenkins        | The Shape of Water                        |      |
| 2018 (25e)             |                                           |      |
| Mahershala Ali         | Green Book                                |      |
| Timothée Chalamet      | Beautiful Boy                             |      |
| Adam Driver            | BlacKkKlansman                            |      |
| Sam Elliott            | A Star Is Born                            |      |
| Richard E. Grant       | Can You Ever Forgive Me?                  |      |
| 2019 (26e)             |                                           |      |
| Brad Pitt              | Once Upon a Time in Hollywood             |      |
| Jamie Foxx             | Just Mercy                                |      |
| Tom Hanks              | A Beautiful Day in the Neighborhood       |      |
| Al Pacino              | The Irishman                              |      |
| Joe Pesci              | The Irishman                              |      |

### 2020-2029
| Jaar              | Acteur                            | Film |
| ----------------- | --------------------------------- | ---- |
| 2020 (27e)        |                                   |      |
| Daniel Kaluuya    | Judas and the Black Messiah       |      |
| Sacha Baron Cohen | The Trial of the Chicago 7        |      |
| Chadwick Boseman  | Da 5 Bloods                       |      |
| Jared Leto        | The Little Things                 |      |
| Leslie Odom jr.   | One Night in Miami                |      |
| 2021 (28e)        |                                   |      |
| Troy Kotsur       | CODA                              |      |
| Ben Affleck       | The Tender Bar                    |      |
| Bradley Cooper    | Licorice Pizza                    |      |
| Jared Leto        | House of Gucci                    |      |
| Kodi Smit-McPhee  | The Power of the Dog              |      |
| 2022 (29e)        |                                   |      |
| Ke Huy Quan       | Everything Everywhere All at Once |      |
| Paul Dano         | The Fabelmans                     |      |
| Brendan Gleeson   | The Banshees of Inisherin         |      |
| Barry Keoghan     | The Banshees of Inisherin         |      |
| Eddie Redmayne    | The Good Nurse                    |      |
| 2023 (30e)        |                                   |      |
| Robert Downey jr. | Oppenheimer                       |      |
| Sterling K. Brown | American Fiction                  |      |
| Willem Dafoe      | Poor Things                       |      |
| Robert De Niro    | Killers of the Flower Moon        |      |
| Ryan Gosling      | Barbie                            |      |
| 2024 (31e)        |                                   |      |
| Kieran Culkin     | A Real Pain                       |      |
| Jonathan Bailey   | Wicked                            |      |
| Yura Borisov      | Anora                             |      |
| Edward Norton     | A Complete Unknown                |      |
| Jeremy Strong     | The Apprentice                    |      |